# Harunabad
Harunabad (Urdu ہارون آباد) ist eine Stadt im Distrikts Bahawalnagar in der Provinz Punjab in Pakistan.

## Geschichte
Harunabad ist heute der Verwaltungssitz des Tehsil Harunabad und eine wichtige Stadt im Distrikt Bahawalnagar. Die Stadt ist nicht sehr alt. Sie wurde im Rahmen des Satluj-Tal-Projekts während der Kolonialisierung der Region unter britischer Herrschaft im zweiten Jahrzehnt des 20. Jahrhunderts angelegt und gegründet. Vor der Kolonialisierung war der Standort der heutigen Stadt Harunabad als Toba Badru Wala bekannt. Das Wort „Toba“ in der Landessprache bedeutet „Teich“. Es wird gesagt, dass sich an der Nordseite des Bahnhofs in geringer Entfernung ein großer natürlicher Teich befand, in dem Regenwasser gesammelt wurde.
1927 wurde die Nebenbahnlinie zwischen der Stadt Forrtabbas und der Stadt Bahawalnagar gebaut. Der Bahnhof in der Stadt Harunabad wurde im selben Jahr gebaut und hieß Badru Wala Station. Daneben trug die Einrichtung eines Bewässerungssystems im Rahmen des Satluj-Tal-Projekts im Jahr 1934 zur landwirtschaftlichen Produktion des Hinterlandes bei und bildete eine bedeutende wirtschaftliche Basis für diese kleine Siedlung.
Zum Zeitpunkt der Teilung des Subkontinents im Jahr 1947 ließ sich hier eine große Anzahl von Flüchtlingen nieder und die Bevölkerung der Stadt nahm erheblich zu. Die Entwicklung einiger Wohnkolonien, die Einrichtung sozialer Dienste wie Bildungs- und Gesundheitseinrichtungen und die Bereitstellung öffentlicher Einrichtungen machten die Lebensbedingungen in der Stadt attraktiver und führten zu einem raschen Wachstum.

## Galerie

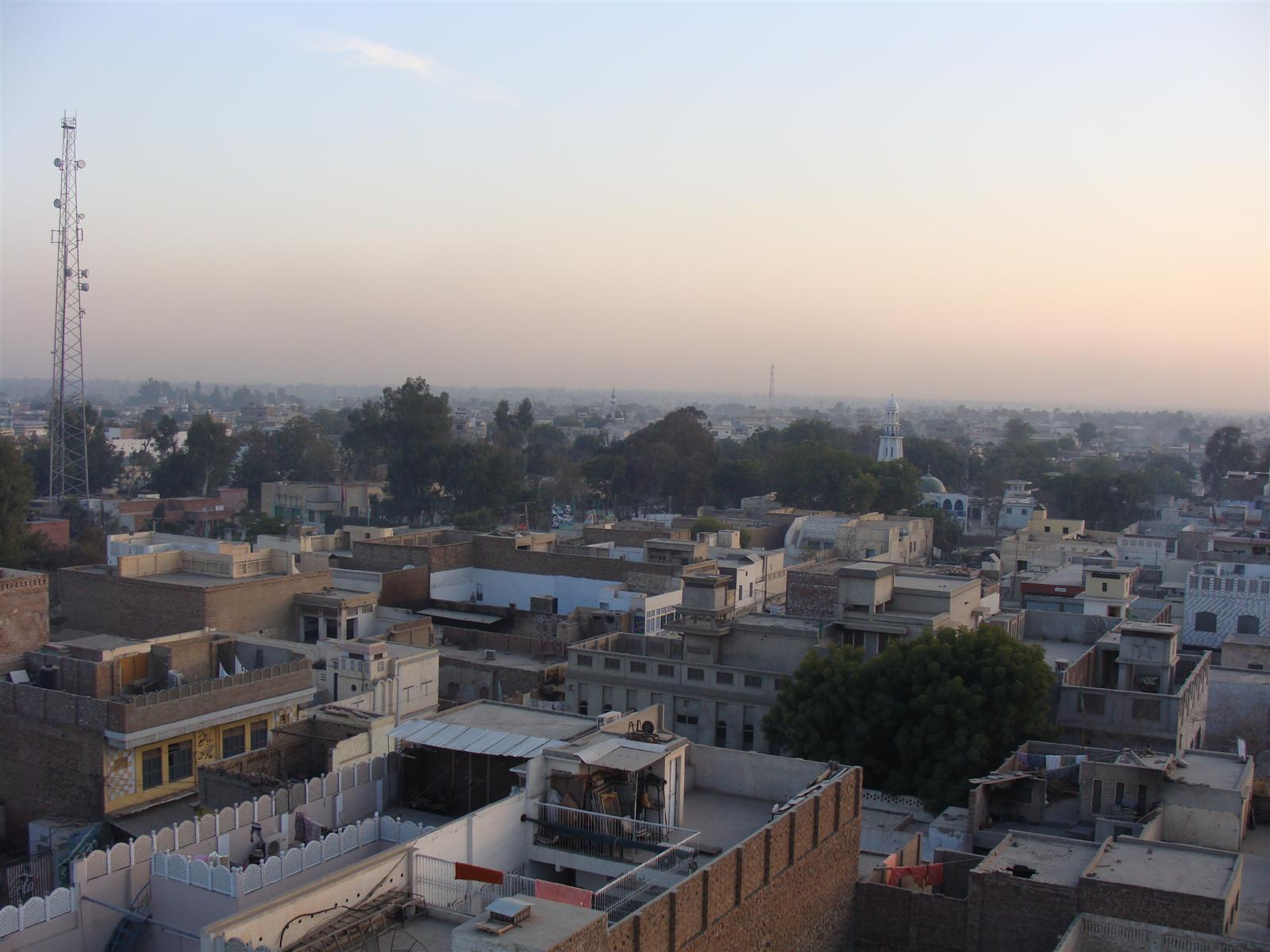
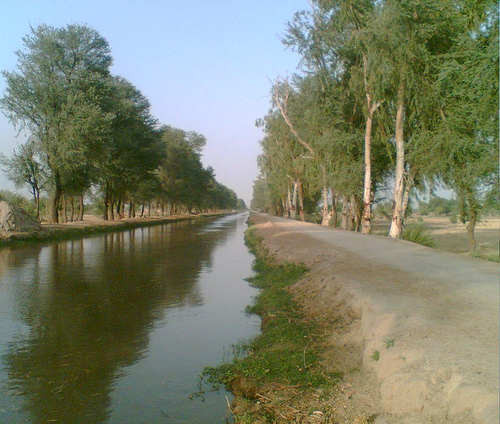
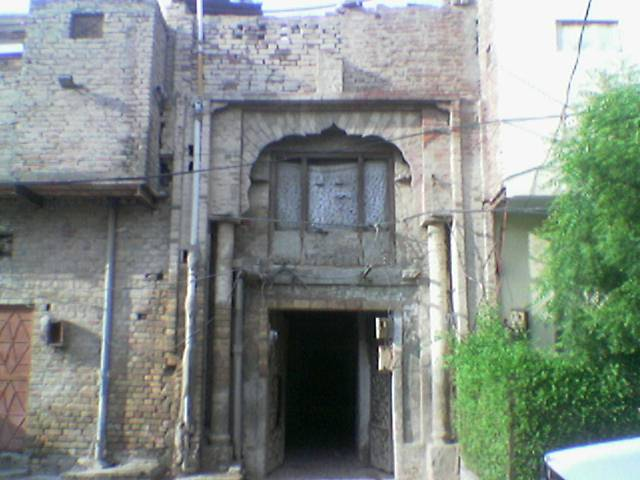

## Bevölkerungsentwicklung
| Zensusjahr | Einwohnerzahl |
| ---------- | ------------- |
| 1972       | 8.068         |
| 1981       | 21.422        |
| 1998       | 38.986        |
| 2017       | 109.424       |